# Octateuque
L’Octateuque est le nom traditionnel des huit livres de la Bible comprenant le Pentateuque, le Livre de Josué, le Livre des Juges et le Livre de Ruth. Ils constituaient les huit premiers livres de l'Ancien Testament dans la tradition chrétienne. L'existence de manuscrits séparés de l'Octateuque est attestée depuis le IXe siècle ou le Xe siècle.

## Liste des Octateuques enluminés
Six manuscrits de l'Octateuque pourvus de miniatures sont conservés :
- Laur. Plut. 5.38 à Florence, qui ne possède des miniatures que jusqu'à Genèse 3, et n'est pas lié aux cinq autres manuscrits.
- Vaticanus Graecus 747, daté du milieu du XIe s.
- Smyrna A1, XIIe s.
- Topkapi Graecus 8, XIIe s. à Istanbul.
- Vaticanus Graecus 746, XIIe s.
- Vatopédi 602, fin XIIIe siècle, au Mont Athos.

Ces cinq derniers manuscrits possèdent un cycle de 375 miniatures, particulièrement nombreuses pour la Genèse. Selon Kurt Weitzmann, leur iconographie remonte à un modèle de cycle narratif illustré de ces huit livres antérieur au milieu du IIIe siècle, car les peintres des fresques de la synagogue de Doura Europos l'auraient également utilisé.